# 은천옹주
은천옹주 임씨(銀川翁主 林氏, 생몰년 미상)는 고려의 제28대 왕 충혜왕의 후궁(제 4비)로, 사기옹주(沙器翁主), 오지옹주라고 불리기도 하였다.

## 생애

### 가계
사기그릇을 팔던 상인 임신(林信)의 딸로, 원래 종실인 단양대군(丹陽大君) 왕후(王珛)의 여종이다.

### 후궁 책봉
사기그릇을 팔아 생계를 삼다가 왕의 눈에 띄어 총애를 받아, 임신은 자신의 딸이 충혜왕의 후궁이 되자 대호군에 제수되었다. 한때 임신이 기륜을 구타하는 사건이 벌어졌는데, 이때 충혜왕은 임신을 옹호하면서 심지어 직접 가서 기륜의 집을 헐어버리기까지 하였다.
임신은 1343년(충혜왕 복위 4년) 충혜왕이 원나라에 압송될 때 함께 압송되었다가 후에 돌아왔다.

### 후궁 시절
1340년(충혜왕 복위 1년) 충혜왕의 눈에 들어 입궁하였으나, 별다른 봉작 없이 궁인 임씨(宮人 林氏)로만 불리었다.
1342년(충혜왕 복위 3년) 음력 2월 충혜왕의 제3비로 화비 홍씨가 책봉되었는데, 임씨가 이를 질투하여 충혜왕이 임씨를 은천옹주(銀川翁主)에 봉했다. 하지만 사람들은 임씨가 사기그릇을 팔던 것을 비꼬아 사기옹주(沙器翁主), 오지옹주라고 부르기도 했다.
충혜왕은 평소 열약이라는 정력제를 복용하였고, 세자로 원나라에 있을 때 임질에 걸린 후, 관계하는 여성들에게 이 병을 옮기기도 하였다. 당시 다른 여성들은 충혜왕의 정력을 감당해내지 못하였는거나 임질에 걸려 고생했는데, 은천옹주만은 이러한 충혜왕과 죽이 잘 맞고 충혜왕을 능히 감당해내어 더욱 사랑을 받았다. 또 은천옹주가 아들을 낳았을 때에는 충혜왕이 시장에서 베와 비단을 강탈하여 폐백으로 주었다.
은천옹주는 사치가 심한 성품으로, 충혜왕으로 하여금 자신이 거처할 신궁을 짓게 하였다.
1343년(충혜왕 복위 4년) 당시 충혜왕은 신궁 건축에 동원된 무리들에게 음식을 하사하고 나희, 춤 등을 경연하게 하면서 시상을 하였는데, 이때 은천옹주도 50냥을 보태었다는 기록이 있다. 또 신궁을 지을 때 은천옹주의 명으로 맷돌과 디딜방아를 많이 놓게 하였다.
1343년(충혜왕 복위 4년) 음력 11월 원나라에서 충혜왕을 잡아가면서 그녀의 사치스러운 생활도 모두 끝이 난다. 이때 고용보 등이 충혜왕을 끌고 가는데, 충혜왕이 예복만 입은 것을 슬퍼한 은천옹주는 고용보에게 간청하여 충혜왕에게 갖옷을 바쳤다. 은천옹주는 충혜왕이 끌려간 후 충혜왕의 다른 궁인들 120여 명과 함께 곧바로 궁에서 추방되었다.

### 사망과 후손
궁에서 추방당한 후의 은천옹주에 대한 기록은 전혀 남아있지 않다. 생몰년 및 능에 대한 기록도 없다.
은천옹주는 충혜왕과의 사이에서 아들 왕석기를 낳았는데, 석기는 특별히 받은 봉작은 없다. 석기는 여러 절을 떠돌다가 제주도로 유배되었고, 민간의 여자와 결혼하여 아들을 낳았다.
1375년(우왕 1년) 음력 5월 석기는 처형되었고, 1382년(우왕 8년) 음력 4월 석기의 아들도 살해당했다.

## 가족 관계
- 아버지 : 임신(林信, ?~1373[3])
- 시아버지 : 제27대 충숙왕(忠肅王, 1294~1339, 재위:1313~1330, 1332~1339)
- 시어머니 : 공원왕후(恭元王后, 1298~1380)
  - 남편 : 제28대 충혜왕(忠惠王, 1315~1344, 재위:1330~1332, 1339~1344)
    - 아들 : 왕석기(王釋器, 1341~1375)